# تنبل قهرمان
تنبل قهرمان فیلمی با موضوع کودک از بهروز غریب‌پور است. این فیلم تولید سال ۱۳۸۰ و فیلم نامهٔ آن بنابر پیشنهاد کمیته جایزه‌های جهانی شورای کتاب کودک و تأیید هیئت مدیره شورا، برای دریافت دیپلم افتخار ۲۰۰۲ به دفتر مرکز بین‌المللی کتاب برای نسل جوان IBBY معرفی شد.

## داستان فیلم
حسنی پسر کوچکی است که در شهر خود به تنبلی و خواب آلودگی معروف است. اهالی شهر هر کدام به شیوه‌ای تلاش می‌کنند او را از تنبلی پرهیز دهند، اما موفق نمی‌شوند. پس از آنکه ترفند دلاک شهر با تراشیدن موهای حسنی مؤثر نمی‌افتد، مادرش با استفاده از علاقهٔ حسنی به سیب و به کمک معلم مکتب خانه سعی می‌کند او را از خانه خارج کند. حسنی پی سیب‌ها را می‌گیرد، اما به جای اینکه سر از مکتب خانه درآورد با ترفند آدم خل و دیوانه‌ای آوارهٔ بیابان‌ها می‌شود. در ادامه…